# Agente 007 - Thunderball (Operazione tuono)
Agente 007 - Thunderball (Operazione tuono) (Thunderball) è un film del 1965 di Terence Young.
È la quarta pellicola della serie ufficiale di James Bond. L'opera, così come il romanzo di Ian Fleming Operazione tuono (Thunderball) del 1961 su cui è basata in gran parte, è tratta da un soggetto originale che Fleming aveva scritto con Kevin McClory e Jack Whittingham.

## Trama
James Bond partecipa al funerale del colonnello Jacques Bouvar, numero sei della SPECTRE e autore dell'omicidio di due agenti dell'MI6; 007, tuttavia, sa che si tratta di una montatura e che Bouvar è ancora vivo: inseguendo il criminale fino al suo castello, Bond lo affronta e lo uccide, fuggendo poi con l'aiuto dell'agente francese Madame La Porte.
In una riunione della SPECTRE a Parigi, presieduta dall'enigmatico Numero Uno, il Numero Due Emilio Largo presenta l'ultimo progetto dell'organizzazione criminale: dirottare due bombe atomiche e tenere in pugno la NATO per chiedere un riscatto.
Il piano ha inizio nel sanatorio di Shrublands, situato vicino a una base aerea della NATO; per coincidenza, anche Bond si trova nella clinica, per migliorare la sua salute e nota che un altro paziente, Lippe, ha un tatuaggio Tong. Bond cerca quindi la stanza di Lippe ma viene notato dall'uomo della stanza attigua, la cui testa è avvolta da bende. Lippe tenta di uccidere Bond con una macchina per trazione spinale, ma l'agente viene salvato dalla sua fisioterapista Patricia Fearing.
Lippe e Angelo Palazzi, l'uomo bendato, fanno parte del piano della SPECTRE: il volto di quest'ultimo è stato infatti modificato chirurgicamente per assomigliare al pilota dell'aeronautica francese François Derval, che alloggia alla base di Shrublands. 
Derval deve partecipare a una missione di addestramento a bordo di un bombardiere strategico RAF Avro Vulcan caricato con due bombe atomiche. Angelo uccide quindi Derval per prenderne il posto ma, al momento di essere pagato dall'agente SPECTRE Fiona Volpe (Francis Walker nell'adattamento italiano), chiede una cifra superiore a quella pattuita.
La mattina dopo Angelo prende il posto di Derval sul volo e uccide con il gas il resto dell'equipaggio, quindi vola con il Vulcan alle Bahamas facendolo atterrare in acque poco profonde vicino alla nave di Largo, il Disco Volante. 
I sommozzatori subacquei della SPECTRE, comandati da Largo, recuperano le bombe atomiche mentre Angelo, intrappolato sul suo sedile, viene lasciato affogare da Largo dopo che quest'ultimo gli ha tagliato il tubo di respirazione dell'aria.
Nel frattempo Bond ha scoperto il cadavere di Derval nella clinica; sull'autostrada per Londra Lippe attacca Bond, ma un motociclista mascherato lo uccide con una granata a razzo e fugge. Al momento di abbandonare la moto il pilota, togliendosi il casco, si rivela essere Fiona che ha eliminato Lippe, colpevole di aver ingaggiato l'avido Angelo, su ordine di Blofeld.
A una conferenza dell'MI6 a Londra tutti gli agenti 00 vengono informati che la SPECTRE ha richiesto cento milioni di sterline in cambio delle bombe e minaccia di distruggere una grande città negli Stati Uniti o nel Regno Unito se il riscatto non verrà pagato. 
Durante la riunione Bond riconosce la fotografia di Derval e pertanto chiede a M di inviarlo a Nassau per contattare la sorella di Derval, Domino.
Uscendo dal mare dopo un'immersione, Bond incontra Domino e più tardi la ritrova in un casinò assieme a Largo, di cui è amante. Bond affronta Largo in una partita a carte, vincendo, e successivamente invita Domino a ballare. 
Bond incontra quindi Felix Leiter e Q; immergendosi sotto il Disco Volante, Bond non riesce a trovare le bombe atomiche ma nota che lo yacht è munito di un portello sottomarino e sfugge per un soffio agli uomini di Largo. 
Il giorno successivo Bond visita Largo nella sua tenuta, Palmyra; la collaboratrice di Bond, Paula Caplan, viene portata con la forza a Palmyra ma si suicida con una capsula di cianuro piuttosto che tradire Bond.
Dopo aver passato la notte con Volpe, Bond viene da lei sequestrato ma fugge sfruttando una celebrazione di Junkanoo nel club Kiss Kiss, dove la donna resta accidentalmente uccisa dalla sua stessa guardia del corpo.
Bond e Felix cercano quindi il Vulcan trovandolo sott'acqua nascosto da una rete mimetica. 
Bond rivela quindi a Domino che Largo ha ucciso suo fratello e le chiede aiuto per trovare le bombe, ma, durante la ricerca, Domino viene catturata e torturata da Largo.
Nel frattempo Bond si finge un uomo di Largo e scopre il suo piano, cioè distruggere Miami; scoperto e intrappolato da Largo, 007 viene salvato da Leiter e avvisa le autorità. 
I sommozzatori della Marina degli Stati Uniti si paracadutano nell'area e Bond si unisce a loro: dopo uno scontro subacqueo, gli uomini di Largo si arrendono mentre il criminale scappa sul Disco Volante con una delle bombe a bordo. 
Bond riesce a salire nella cabina di pilotaggio, dove affronta Largo e due dei suoi mentre cerca di prendere il controllo dell'imbarcazione.
Intanto, il fisico nucleare assunto da Largo, Kutze, si ribella e libera Domino; Largo sta per sparare a Bond quando Domino lo uccide con un fucile subacqueo. Domino, Bond e Kutze riescono a gettarsi in mare prima che la nave si incagli ed esploda. In seguito, un aereo della CIA li porta in salvo.

## Produzione
Avrebbe dovuto essere il primo della serie già nel 1962, ma in quegli anni era in corso un'aspra battaglia legale con Kevin McClory, cosceneggiatore del soggetto originale da cui Fleming aveva tratto il suo omonimo romanzo. Quindi Saltzman e Broccoli decisero di esordire con Licenza di uccidere. Tuttavia McClory dopo quasi 20 anni riuscì a portare sullo schermo il romanzo che aveva scritto a quattro mani con Fleming e così nel 1983 uscì un remake di Thunderball, intitolato Mai dire mai con ironico riferimento, nel titolo, al ritorno di Sean Connery che, nel 1972, aveva dichiarato che non avrebbe mai più interpretato James Bond.
Un problema fu dato dal fatto che il 25% delle riprese avrebbe dovuto essere sott'acqua e, a questo scopo, venne interpellato Ricou Browning, che aveva interpretato le parti subacquee della creatura soggetto del film Il mostro della laguna nera; Browning verrà poi richiamato da Kevin McClory per le riprese di Mai dire mai.
Il prologo doveva essere ambientato a Hong Kong, ma l'imminente prima di Missione Goldfinger a Parigi convinse la produzione a cercare una location nei pressi della capitale francese, nel castello di Anet, luogo d'inizio delle riprese, avvenuto il 16 febbraio 1965.

### Cast
- Sean Connery, nei panni di James Bond dell'MI6, incaricato di recuperare due armi nucleari rubate.
- Claudine Auger, nel ruolo di Domino: Dominique "Domino" Derval è l'amante di Largo. Nelle prime bozze della sceneggiatura, Domino si chiamava Dominetta Palazzi. Quando Claudine Auger fu scelta per interpretare Domino, il nome fu cambiato in Derval per riflettere la sua nazionalità. Il guardaroba del personaggio riflette il suo nome, dato che di solito è vestita di bianco e/o nero.
- Adolfo Celi, nel ruolo di Emilio Largo: Numero due di SPECTRE, elabora un piano per rubare due bombe atomiche.
- Luciana Paluzzi, nel ruolo di Fiona Volpe (Francis Walker nell'adattamento italiano): agente di SPECTRE, che diventa l'amante di François Derval e successivamente assiste Largo a Nassau.
- Rik Van Nutter, nel ruolo di Felix Leiter, l'agente della CIA che aiuta Bond.
- Martine Beswick, nel ruolo di Paula Caplan: contatto CIA di Bond a Nassau, rapita dagli uomini di Largo e poi suicida.
- Guy Doleman, nel ruolo del Conte Lippe: numero quattro della SPECTRE, responsabile dell'operazione di sostituzione di Derval con Angelo, cerca di uccidere Bond nella clinica sanitaria e in seguito viene assassinato da Fiona Volpe, agli ordini di Blofeld, tramite un razzo montato su una moto, come punizione per il suo cattivo giudizio nell'assumere l'avido Angelo.
- Molly Peters, nel ruolo di Patricia Fearing, fisioterapista presso la clinica sanitaria.

## Colonna sonora
La canzone dei titoli di testa è composta da John Barry e Leslie Bricusse cantata dal cantante gallese Tom Jones.
Fu scelta poco prima dell'uscita del film in sostituzione di un'altra canzone, Mr. Kiss Kiss, Bang Bang, che era cantata da Shirley Bassey. Albert R. Broccoli e Harry Saltzman erano preoccupati che una canzone che non avesse il nome del film nel suo testo non funzionasse bene e ne commissionarono una diversa; comunque durante tutto il film le note dei temi musicali sono rimaste quelle originali di Mr. Kiss Kiss, Bang Bang, inoltre una delle scene del film si svolge in un locale chiamato Club Kiss Kiss. Anche Johnny Cash, aveva proposto una sua versione per il film, sempre col titolo Thunderball, ma essa venne scartata dalla produzione anche per la sua velatura country, non afferente col contesto del film.
La colonna sonora originale completa fu distribuita almeno trent'anni dopo l'uscita del film, in quanto ai tempi della prima distribuzione John Barry non aveva ancora finito di registrare la seconda metà del film.

## Riconoscimenti
- 1966 - Premio Oscar
  - Migliori effetti speciali a John Stears
- 1966 - Premio BAFTA
  - Nomination Migliore scenografia a Ken Adam
- 1966 - Edgar Award
  - Nomination Miglior film straniero a Richard Maibaum
- 1966 - Golden Screen Award
  - Golden Screen Award
- 1966 - Laurel Award
  - Miglior film d'azione
  - Miglior performance d'azione a Sean Connery
- 2004 - Satellite Award
  - Nomination Miglior DVD